# TVP Lublin
TVP3 Lublin ist die regionale Niederlassung der Telewizja Polska für die Woiwodschaft Lublin. Sie hat ihren Sitz in Lublin in der ul. Henryka Raabego 2 und drei Regionalstudios in Biała Podlaska, Dęblin/Ryki und Kazimierz Dolny.

## FensterprogrammTVP3 Lublin
TVP3 Lublin ist das regionale Fensterprogramm, das auf TVP3 ausgestrahlt wird. Bis zum 31. August 2013 wurden die Regionalfenster der 16 regionalen Sender auf TVP Info ausgestrahlt. Seit dem 1. September werden diese 18 Stunden lang auf dem Sender TVP3 ausgestrahlt.
Über aktuelle Ereignisse in der Region berichtet die Hauptnachrichtensendung Panorama Lubelska  (dt. Panorama von Lublin).

Logo bis zum 31. August 2013
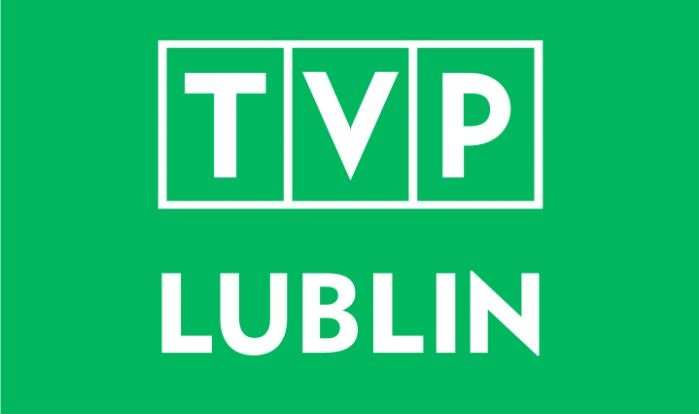
Logo bis zum 1. September 2013
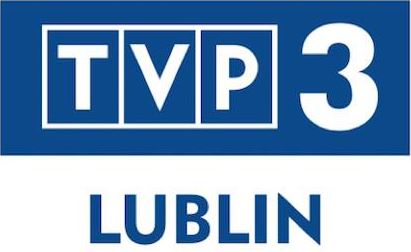
Aktuelles Logo seit 2016

## Weblink
- Offizielle Seite (polnisch)